# Shocking Lies
Shocking Lies – Sanningar om lögner och fördomar i porrdebatten är en debattbok utgiven år 2000. Boken är en antologi av sexton författare som diskuterar pornografi. Titeln anspelar på den pornografikritiska reportagefilmen Shocking Truth av Alexa Wolf.
Författarna till boken är Channa Bankier, Daniel Bergqvist, Per Båvner, Xenu Cronström, Pye Jacobsson, Lisa Johansson, Lars Jonsson, Nina Lekander, Stig-Björn Ljunggren, Petra Meyer, Oscar Swartz, Jan Söderqvist, Ylva Maria Thompson, Henrik Tornberg och Petra Östergren.

## Bokfakta
- Bankier Channa, red (2000). Shocking lies: sanningar om lögner och fördomar i porrdebatten : en antologi. Stockholm: Periskop. ISBN 9197349380